# Alisher Begmuratov
Alisher Begmuratov (25 settembre 1997) è uno scacchista uzbeko, maestro FIDE.
È stato campione uzbeko nel 2017.

## Carriera
Ottiene il titolo di maestro FIDE nel 2015.
Nel 2016 arriva primo a pari merito con il grande maestro Nodirbek Yakubboev al campionato uzbeko, con il punteggio di 6,5 punti su 9. Tuttavia non conquisterà il titolo per spareggio tecnico (scontro diretto a sfavore). In maggio partecipa al Campionato asiatico di Tashkent, dove con il punteggio di 6 punti su 9 si classificherà al 12º posto.
Nel 2017 in giugno vince il campionato uzbeko, totalizzando 7,5 punti su 11, in novembre partecipa ai Mondiali juniores di Tarvisio, dove totalizza 5,5 punti su 11 turni, chiudendo 69º.